# Hierakas
Hierakas oder Hierax von Leontopolis (* zwischen 245 und 270; † zwischen 335 und 370) war ein frühchristlicher ägyptischer Gelehrter. Er scheint über eine Bildung in griechisch-ägyptischen Wissenschaften verfügt zu haben und lebte im unterägyptischen Leontopolis vermutlich von Kalligraphiearbeit. Dort sammelte er Schüler und Anhänger um sich, die Hierakiten genannt wurden. Von diesen verlangte er strengste Askese und Enthaltsamkeit. Hierakas, der von seinem Landsmann Origenes beeinflusst gewesen sein dürfte, soll gelehrt haben, dass die „Auferstehung“ und das „Paradies“ nur im übertragenen Sinn zu verstehen seien. Der Weg dahin könne nur durch Askese erlangt werden und sei daher Verheirateten und auch getauften Kindern verschlossen. Seine teils in Griechisch und teils in Koptisch verfassten Werke, Bibelkommentare und selbst verfassten Psalmen sind großteils verloren gegangen. Das erhaltene biographische Wissen über ihn stammt hauptsächlich von Bischof Epiphanius von Salamis. Seine Anhänger wurden vom frühen Mönchtum als ernste Konkurrenten betrachtet und daher heftig bekämpft.